# Macrolabis orobi
Macrolabis orobi är en tvåvingeart som först beskrevs av Löw 1877.  Macrolabis orobi ingår i släktet Macrolabis och familjen gallmyggor. Inga underarter finns listade i Catalogue of Life.